# Martín Basso
Martín Basso (Córdoba, 26 de julho de 1974) é um piloto argentino de automobilismo. Passou pela Fórmula 3 Sulamericana, e atualmente compete na TC 2000.